# Moisés Santiago Bertoni
Moisés Santiago Bertoni (Mosè Giacomo Bertoni) (15 de junho de 1857 — 19 de setembro de 1929) foi um naturalista, escritor anarquista e botânico suíço-paraguaio.
Conhecido popularmente como o "sábio Bertoni", é considerado um dos imigrantes mais extraordinários que tenham chegado às terras paraguaias.
De nacionalidade suíça, nasceu na pequena aldeia de Lottigna, no cantão Ticino, no 15 de junho de 1857, filho de Ambrosio Bertoni, advogado, notável jurisconsulto, funcionário e político ticinense, e de Giuseppina Torreani, professora e botânica.
Faleceu no dia 19 de setembro de 1929, aos 72 anos, na residência de Harry Erwin Schinke, um imigrante alemão, na cidade de Foz do Iguaçu (Brasil), de malária. Seus restos descansam em Puerto Bertoni, Paraguai, embaixo das grandes árvores, bem próximo do seu antigo local de trabalho.
Em 2007, foi fundado em homenagem a Moisés Bertoni o Colégio Bertoni em Foz do Iguaçu, Paraná. 

## Trabalhos
- 1878: Nuovo compendio di geografia-- Bellinzona : Colombi
- 1882: Revista Científica Svizzera
- 1886: Moises Bertoni, La Voce del Ticino
- 1901: Almanaque agrícola paraguayo (Paraguayan agricultural Almanac) -- Puerto Bertoni: Printing and Publishing Former Sylvis, - 250 p.
- 1903: Agenda agrícola del Paraguay (Paraguay's agricultural agenda) -- Puerto Bertoni: Printing and publishing Former Sylvis, - 360 p.
- 1903: Agenda y mentor agrícola (Agenda agrícola paraguayo y Almanaque agrícola paraguayo)
- 1903: Agenda y almanaque agrícola paraguayo: conteniendo la indicación de los trabajos agrícolas de cada mes (Calendar and Almanac Paraguayan agriculture) -- Asunción: Tall. National H. Kraus - 360 p.
- 1904: Meios praticos para combater o gorgulho do milho (Agenda and agricultural almanac Paraguay: containing an indication of agricultural work each month) - 2nd ed. -- Assumption: H. Kraus - 360 p.
- 1905: Plantas usuales del Paraguay: Alto Paraná y Misiones; nomenclatura, caracteres, propiedades a aplicaciones según los estudios del autor, o datos de personas fidedignas o el uso que de ellas hacen los indios, incluyendo un estudio físico e industrial de las maderas (Plant usual Paraguay: Alto Parana and Misiones; nomenclature, characters, properties applications according to research by the author, or data from credible persons or make use of them Indians, including a study of physical and industrial timber)
- 1905: La enseñanza agrícola (The agricultural education) -- Asunción: Tall. National H. Kraus - 100 p.
- 1907: Resumen de geografía botánica del Paraguay (Summary of botany geography of Paraguay) -- Asunción: s.n.
- 1909: La cubierta verde y la supresión de la escarda en las plantaciones (The green cover and the removal of the weed in plantations) --: S.n. - 18 p.
- 1910: Plantae Bertonianae: les onothéracées du Paraguay -- Asunción: Tall. National H. Kraus - 22 p.
- 1910: Descripción física y económica del Paraguay: Plantae Bertonianae (Description of Physical and economic Paraguay: Plantae Bertonianae) -- S. L.: s.n., 20 p.
- 1911: Contribución preliminar al estudio sistemático, biológico y económico de las plantas paraguayas (Contribution to preliminary systematic study, biological and economic Paraguayan plants) 2nd ed. -- S.L.: s.n..,
- 1911: Nuevo método para el cultivo del banano: práctica del rozado sin quemar(New method for growing banana: practice of "grazed unburned) -- Puerto Bertoni: Printing and Publishing Former Sylvis, - 14 p.
- 1912: Contribución al estudio de la gomosis del naranjo y su tratamiento (Contribution to the study of gomosis of orange and its treatment) -- Assumption: The Printing beehive - 1 pl, 13 - 4 p.
- 1913: Fauna paraguaya (Animals Paraguayan) -- S.L.: S. N.
- 1913: Descripción física y económica del Paraguay (Physical description and cost of Paraguay) -- Asunción: Brossa
- 1914: Ortografía guaraní sobre la base de la ortografía internacional adoptada por los congresos de zoología y botánica, con arreglo a la ortografía lingüística adoptada por el congreso científico internacional de Buenos Aires (1910) y a la generalmente seguida por los lingüistas estadounidenses (Extended Edition part of the monograph "Introduction usual plants, nomenclature, and dictionary of Latin genres Guarani of the play economic and physical description of Paraguay)
- 1914: Summary of prehistory and protohistoria of countries Guarani: lectures given at the National College of second lesson of the Asuncion on July 26, 8 and August 21, 1913. -- Asunción: J.E. O'Leary. -- 1 PL., XLV, 162 p.
- 1914: Ortografía guaraní sobre la base de la ortografía internacional adoptada por los congresos de zoología y botánica, con arreglo a la ortografía lingüística adoptada por el congreso científico internacional de Buenos Aires (1910) y a la generalmente seguida por los lingüistas estadounidenses (Spelling Guarani based on the international spelling adopted by the congresses of zoology and botany, according to the spelling language adopted by the international scientific congress in Buenos Aires (1910) and usually followed by linguists Americans) -- Asunción: M. Brossa, 1914. - 22 p.
- 1914: Extended Edition part of the monograph Plantas usuales: introducción, nomenclatura, y diccionario de los géneros latino-guaraní de la obra Descripción física y económica del Paraguay (Introduction usual plants, nomenclature, and dictionary of Latin genres Guarani of the play economic and physical description of Paraguay)
- 1914: Resumen de prehistoria y protohistoria de los países guaraníes (Summary of prehistory and protohistoria of countries Guarani: lectures given at the National College of second lesson of the Assumption on July 26, 8 and August 21, 1913). -- Assumption: J.E. O'Leary. -- 1 PL. , XLV, 162 p.
- 1914: Las plantas usuales del Paraguay y países limítrofes: caracteres, propiedades y aplicaciones con la nomenclatura guaraní, portuguesa, española, latina y la etimología guaraní incluyendo un estudio físico e industrial de las maderas (The usual plants in Paraguay and neighboring countries: characters, properties and applications with the nomenclature Guarani, Portuguese, Spanish, Latin and etymology Guarani including a study of physical and industrial timber). -- Asunción: M: Brossa. - 78 p.
- 1914: Descripción física y económica del Paraguay, numeración novenal 31; introducción, nomenclatura y diccionario de los géneros botánicos latino-guaraní (Physical description of Paraguay and economic" novenal numbering 31; Introduction, nomenclature and botanical dictionary of Latin genres Guarani)